# Krait (CPU)
Krait はARMベースの中央処理ユニット(CPU)。kraitにはクアルコムのSnapdragon S4とSnapdragon400・600・800・801・805 (Krait 200、Krait 300、Krait 400及びKrait 450)のSoCとして搭載されている。2012年にScorpion CPUの後継として導入され、アーキテクチャは類似しているが、kraitはCortex-A15コアではなく、社内で設計された。
2015年にクアルコムはKraitの後継CPU「Kryo」の詳細を公開した。

## 概観
- 3命令デコードと４命令発行のアウト・オブ・オーダー実行機能や投機的実行機能をサポートし11段のパイプラインを備えたスーパースカラー
- パイプラインVFPv4[3]と128ビット幅のNEON (SIMD)
- 7つの実行ポート(ユニット)
- 4 KB + 4 KB ダイレクトマップ L0キャッシュ
- 16 KB + 16 KB 4-way セットアソシアティブL1キャッシュ
- 1 MB (デュアルコア) または2 MB (クアッドコア) 8-wayセットアソシアティブL2 キャッシュ
- デュアルまたはクアッドコア構成
- パフォーマンス(DMIPS/MHz):
  - Krait 200: 3.3 (28 nm LP)
  - Krait 300: 3.39[4] (28 nm LP)
  - Krait 400: 3.39 (28 nm HPm)
  - Krait 450: 3.51 (28 nm HPm)